# Lijst van beschermd erfgoed in Herbeumont
Onderstaande tabel geeft een overzicht van de beschermde erfgoederen in de gemeente Herbeumont. Het beschermd erfgoed maakt deel uit van het cultureel erfgoed in België.

## Beschermd erfgoed
| Object                                                                                     | Bouwjaar/architect | Deelgemeente | Adres                         | Coördinaten                   | Nummer?                | Afbeelding                                       |
| ------------------------------------------------------------------------------------------ | ------------------ | ------------ | ----------------------------- | ----------------------------- | ---------------------- | ------------------------------------------------ |
| Site van ruïnes van het kasteel Herbeumont en diens omgeving: gebied van bijzondere waarde |                    | Herbeumont   |                               | 49° 47' 20" NB, 5° 13' 42" OL | 84029-CLT-0001-01 Info |                                                  |
| Ruïnes van het Kasteel des comtes van Herbeumont                                           |                    | Herbeumont   |                               | 49° 46' 36" NB, 5° 13' 58" OL | 84029-CLT-0002-01 Info | Ruïnes van het Kasteel des comtes van Herbeumont |
| Wasplaats                                                                                  |                    | Herbeumont   | rue du château                | 49° 46' 28" NB, 5° 14' 4" OL  | 84029-CLT-0003-01 Info | Wasplaats                                        |
| Huis "Casaquy"                                                                             |                    | Straimont    | rue Paul Mernier 14, Martilly | 49° 48' 20" NB, 5° 21' 31" OL | 84029-CLT-0005-01 Info |                                                  |
| Kapel Saint-Roch                                                                           |                    | Herbeumont   | rue du château, n° 30         | 49° 46' 36" NB, 5° 14' 7" OL  | 84029-CLT-0007-01 Info |                                                  |

## Uitzonderlijk erfgoed
| Object                                                                  | Bouwjaar/architect | Deelgemeente | Adres | Coördinaten                   | Nummer?                | Afbeelding |
| ----------------------------------------------------------------------- | ------------------ | ------------ | ----- | ----------------------------- | ---------------------- | ---------- |
| Ruïnes en omgeving van kasteel Herbeumont: gebied van bijzondere waarde |                    |              |       | 49° 47' 20" NB, 5° 13' 42" OL | 84029-PEX-0001-01 Info |            |
| Ruines kasteel Herbeumont                                               |                    |              |       | 49° 46' 36" NB, 5° 13' 58" OL | 84029-PEX-0002-01 Info |            |